# Connie Matthews
Constance Evadine Matthews (3 tháng 8 năm 1943 - 1993) , được biết đến với tên Connie Matthews, là một nhà tổ chức ngoài Đảng Black Panther trong khoảng thời gian từ năm 1968 đến 1971. Là cư dân của Đan Mạch, bà đã giúp phối hợp Black Panthers với các nhóm chính trị cánh tả có trụ sở tại châu Âu.

## Nhà tổ chức Đảng Black Panther
Matthews sinh ra tại Giáo xứ Saint Ann, Jamaica vào ngày 3 tháng 8 năm 1943. Khi trưởng thành, bà đã học ở London và Vienna và đã lấy bằng thạc sĩ tâm lý học. Năm 1968, Matthews đang làm việc cho UNESCO tại Copenhagen, Đan Mạch khi lần đầu tiên bà tham gia với Panthers.
Vào tháng 5 năm 1969, Matthews chính thức được Panthers chỉ định là "Điều phối viên quốc tế" của họ và được "ủy quyền vận động để thực hiện các cuộc biểu tình ủng hộ, gây quỹ và thông báo cho người dân Scandinavia về cuộc đấu tranh cách mạng của người da đen nghèo và bị áp bức từ sự tiên phong của Panthers ". Đầu năm 1969, Matthews tổ chức một chuyến đi của các nhà lãnh đạo Đảng Black Panther Bobby Seale và Raymond Hewitt quanh Bắc Âu, với mục tiêu là kết nối với các nhóm chính trị châu Âu cánh tả và gây quỹ cho chiến dịch "Huey miễn phí", tìm cách xem Huey Newton ra tù. Chuyến lưu diễn được coi là thành công và Matthews được ủy ban trung ương của Panthers khen ngợi vì công việc của bà, khiến bà tham gia nhiều hơn vào bữa tiệc. :313
Matthews tiếp tục xây dựng một cơ sở hỗ trợ cho Panthers ở châu Âu. Matthews cũng chịu trách nhiệm tuyển dụng Jean Genet trí thức người Pháp, thuyết phục anh ta đến Hoa Kỳ cho một chuyến lưu diễn kéo dài, nơi anh ta tham gia vào chiến dịch "Free Huey".
Vào tháng 2 năm 1970 Matthews là một phần của chuyến lưu diễn tại Vương quốc Anh, nhằm tăng cường liên kết giữa Đảng Black Panther và Phong trào Quyền lực Đen đang phát triển ở Anh vào thời điểm đó. Đến từ Jamaica, một quốc gia thịnh vượng và đã học ở London, Matthews có khả năng nói theo cách của người Anh, nếu không phải là giọng Anh. Tuy nhiên, trong chuyến lưu diễn, bà đã nói theo phong cách phù hợp hơn với cách mà Black Panthers Mỹ nói. Nói chuyện với Black Panthers của Anh, bà cũng chỉ trích hướng đi của họ, nói với họ rằng họ cần phải làm việc với những người tự do không phải là người da đen và xã hội chủ nghĩa thay vì chia thành "mười sáu tổ chức không làm việc với người da trắng". Giữa việc sử dụng tiếng Mỹ và những lời chỉ trích cứng nhắc, một số khán giả Anh đã thoát khỏi cảm giác khó chịu. Derek Humphry, một nhà báo báo cáo về bài phát biểu trên tờ Thời báo Chủ nhật, đã chạy với tiêu đề "Chị Connie Matthews thề tại British Black Panthers", tóm tắt cách nhận được bài phát biểu.
Matthews cũng bắt đầu thực hiện các chuyến thăm tới Hoa Kỳ cũng như viết bài cho The Black Panther, tờ báo chính thức của Panthers. Vào mùa xuân năm 1970, bà đã gây tranh cãi liên quan đến phiên tòa Chicago Eight, trong đó Bobby Seale là một phần của. Cơ quan điện báo Do Thái cáo buộc Matthews gán nhãn cho Thẩm phán là "Zionist", và nghĩ rằng tất cả người Do Thái là người theo chủ nghĩa Zion.. Huey Newton sẽ trực tiếp trả lời cuộc tranh cãi, yêu cầu các ấn phẩm Do Thái như tạp chí Jewish Currents in lại tuyên bố mà ông đã đưa ra vào tháng 9 năm 1969 trên tờ Black Panther, nơi ông tuyên bố rõ ràng chính sách chính thức của đảng không phải là chống Do Thái. Newton cũng đề cập đến cuộc tranh cãi trong chính tờ báo Black Panther trong phiên bản cuối tháng 4 năm 1970, trong đó ông gọi các bình luận của Matthews là "được thực hiện trong sự tức giận" (về cách phiên tòa đang diễn ra) 

## Michael Tabor và Algeria
Matthews cuối cùng đã vươn lên qua hàng ngũ Panther để trở thành thư ký riêng của nhà lãnh đạo đảng Huey Newton. Nhà văn TJ English tuyên bố để bảo vệ Matthews khỏi bị trục xuất khỏi Mỹ, ông đã ra lệnh cho thành viên Black Panther Michael Tabor kết hôn với Connie. Tiếng Anh cho thấy thêm rằng kế hoạch này đã phản tác dụng với Newton, người đang có mối quan hệ tình dục với Matthews vào thời điểm đó, khi mối quan hệ giữa Tabor và Matthews nảy nở từ hôn nhân giả tạo thành tình yêu chân chính.
Năm 1970, Tabor và 12 thành viên khác của Black Panthers bị buộc tội vì cáo buộc âm mưu giết cảnh sát và ném bom vào các tòa nhà thương mại và công cộng ở thành phố New York, nơi được gọi là Phiên tòa Panther 21. Vào tháng 2 năm 1971, Tabor và bị cáo đồng nghiệp Richard Moore đã không xuất hiện để xét xử và do đó bị tịch thu 150.000 đô la tiền bảo lãnh. Newton đã rất tức giận và bị Tabor và Moore tuyên bố là "kẻ thù của nhân dân". Matthews cũng bị tố cáo và cáo buộc trốn khỏi Đảng và lấy tài sản có giá trị với bà. Moore, Tabor và Matthews đều xuất hiện trở lại một tháng sau đó ở Algeria, :361 nơi lãnh đạo Đảng Black Panther Eldridge và Kathleen Cleaver trước đó đã trốn đến sau khi Eldridge cũng trốn thoát một phiên tòa. Họ gia nhập một nhóm Black Panthers rộng lớn hơn, những người đã rời khỏi Hoa Kỳ thay vì phải đối mặt với những lối mòn, và tất cả đã hợp nhất xung quanh sự lãnh đạo của các Cleavers. Những con báo khác trong nhóm này là Donald Cox và vợ Barbara Easley Cox, Pete O'Neal và vợ Charlotte Hill O'Neal và Sekou Odinga kể tên một vài người.
Trong thời gian đó, phe này, được mệnh danh là "Bộ phận quốc tế của Đảng Black Panther", được coi là trong mối thù với nhánh chính của Black Panthers ở Mỹ, người vẫn nằm dưới sự lãnh đạo của Huey Newton và một mức độ ít hơn, David Hilliard. Căng thẳng nội bộ giữa các nhóm đã được FBI tăng cường một cách có chủ ý, người đã giải phóng toàn bộ lực lượng của dự án COINTELPRO của họ lên họ.
Những con báo có trụ sở ở Algeria cuối cùng đã đi theo con đường riêng của chúng vào năm 1972 Tabor và Matthews đã di cư đến Zambia. Cuối cùng Matthews trở về quê hương Jamaica, nơi bà qua đời vì bệnh ung thư vào năm 1993.